# Con amore
Con amore – polski film z 1976 roku w reżyserii Jana Batorego.
Scenariusz filmu napisała Krystyna Berwińska na podstawie własnej powieści, która w chwili tworzenia scenariusza była już nagrodzona II nagrodą w konkursie wydawnictwa "Czytelnik", ale jeszcze nie była wydana.
Grająca główną rolę Małgorzata Snopkiewicz, córka pisarki Haliny Snopkiewicz, jako jedyna z czwórki odtwórców głównych ról była aktorką niezawodową (studentką polonistyki) i mimo bardzo dobrych ocen jej gry aktorskiej nigdy więcej nie stanęła przed kamerą.
Plenery: Warszawa, Żelazowa Wola.

## Opis fabuły
Ewa prowadzi życie u boku Grzegorza, studenta Państwowej Wyższej Szkoły Muzycznej przygotowującego się do Międzynarodowego Konkursu Chopinowskiego. Pewnego dnia narzeczony przedstawia ją swemu przyjacielowi i zarazem współuczestnikowi w konkursie – Andrzejowi. Towarzyszy im Zosia, zakochana w Andrzeju córka nauczyciela muzyki obydwu chłopców. Andrzej zakochuje się w Ewie, co zauważa Grzegorz, starający się stępić zapały miłosne kolegi. Jednak obydwaj zakochani w niej mężczyźni nie zdają sobie sprawy z nieustannie pogarszającego się stanu zdrowia młodej studentki architektury. Wkrótce okazuje się, że Ewa ma nowotwór mózgu. Prosi więc o pomoc Grzegorza, który jednak zajęty przygotowaniami do konkursu, nie zamierza zajmować się chorą narzeczoną. W przeciwieństwie do Grzegorza, Andrzej ponad konkurs stawia miłość i postanawia pomóc umierającej Ewie.
Andrzej zaniedbuje ćwiczenia fortepianowe, ponieważ czas wolny poświęca na opiekę nad Ewą, a także pracę w klubie jazzowym, by utrzymać ukochaną. Pomimo przeciwieństw losu (brak pomocy ze strony ciotki z Krakowa, nawracające bóle głowy, zaniechanie wyjazdu do sanatorium) para zbliża się do siebie. W trakcie wizyty u ojca Andrzeja, Ewa przeżywa szok, ponieważ ratując chorą psychicznie Małgosię, o mało co sama nie ginie pod kołami pociągu. Po powrocie do Warszawy usiłuje popełnić samobójstwo, jednak ratuje ją Andrzej i w emocjach wyznaje jej miłość.
Odbywa się konkurs chopinowski. Do kolejnego etapu dostaje się Grzegorz, natomiast zarówno Zosia, jak i Andrzej prawdopodobnie odpadają (nie jest to jasno powiedziane). Zwycięski Grzegorz stara się odbudować dawne relacje z Ewą, ta jednak odmawia i jasno daje mu do zrozumienia, kogo naprawdę kocha.

## Obsada
- Małgorzata Snopkiewicz – Ewa
- Joanna Szczepkowska – Zosia
- Mirosław Konarowski – Andrzej
- Wojciech Wysocki – Grzegorz
- Tadeusz Kaźmierski – profesor "Tata", ojciec Zosi
- Zbigniew Zapasiewicz – profesor przeprowadzający operację Ewy
- Zygmunt Maciejewski – ojciec Andrzeja
- Anna Parzonka – Małgosia
- Zofia Czerwińska – pielęgniarka
- Jan Orsza-Łukaszewicz – pasażer pociągu